# Ent'revues
Pour les articles homonymes, voir Entrevue.
Ent'revues est une association française créée en 1986 pour la promotion des revues culturelles, scientifiques et littéraires francophones, et l'étude du « phénomène revue ». Elle organise le Salon de la revue, publie la Revue des revues depuis 1986, anime un site internet www.entrevues.org.
Les activités de l’association se partagent entre information, réflexion, expertise et promotion des revues culturelles.

## Présidents
L'association est successivement présidée par Lydie Valero (1986-1988), éditrice, Georges Dupré (1988-1995), directeur de la libraire La Hune à Paris, Michel Richard (1995-2005), chef de projet numérisation à la BNF, responsable du département multimédia de la RMN, puis directeur de la Fondation Le Corbusier, Bernard Condominas (2005-2015), directeur des éditions du Félin, Dominique Bertinotti (2016-2023), ancienne ministre et conseillère d'Etat, et depuis mars 2023 Isabel Violante, maîtresse de conférence en études italiennes à l'université de Paris 1 Sorbonne, auteure et traductrice.

## Annuaire et sites
Le site « entrevues.org » a été profondément remanié au début de l'année 2014. La nouvelle version comprenant l'annuaire régulièrement actualisé (plus de 2 900 notices, correspondant à plus de 2500 revues francophones vivantes, papier et électroniques) et diverses rubriques (les "Actualités" d'Ent'revues, "Nouvelles revues", "Vie des revues" pour les arrêts de publication, les changements de titre, d'éditeur, les évènements concernant plusieurs revues (salons, conférences, colloques...), "Sur les revues" rubrique bibliographique d'ouvrages, de numéros de revues traitant d'un aspect de la vie des revues, "Au fil des livraisons" qui présente des numéros de revues, "Gros plan" développe la présentation d'une revue par un entretien, un reportage, "Libres propos" tribune qui donne la parole à des acteurs du monde des revues.
Un guide "des revues" donne les pistes et renseignements utiles à tout créateur de revue.
Aux côtés de la Fondation Maison des sciences de l'homme, Ent’revues a participé à la création du portail Place des revues, site collaboratif dédié aux revues contemporaines.

## Salon de la revue
Le Salon de la revue, créé en 1990, est la manifestation la plus importante de l’association : plusieurs centaines de revues y sont présentes. Une trentaine d’animations y est proposée dont des rencontres professionnelles. Voulant donner à appréhender le phénomène « revue » comme objet éditorial spécifique, le Salon met en valeur aussi bien les revues de création littéraire et artistique que les revues de sciences humaines. Il a su prendre à partir de 2002 le virage du numérique en proposant 5 éditions des « Rencontres de la revue électronique » préparées par l’équipe de Fluctuat.net et accueille désormais les portails de revues de sciences humaines : OpenEdition Journals, cairn.info, Persée.
Un nombre significatif de revues étrangères y a été représenté, en particulier à travers leurs associations : le Coordinamento delle riviste italiane di cultura, la Société de développement des périodiques culturels québécois, la Asociación de Editores de Revistas Culturales de España, l'Espace Poésie Wallonie-Bruxelles (Belgique).
Afin de multiplier les modes d’actions et les formes d’événements autour de l’actualité des revues, Ent’revues s’associe à d’autres manifestations : Marché de la poésie, Salon du livre de Paris, d’autres partenaires : Centre national d'art et de culture Georges-Pompidou (Revues parlées - Marianne Alphant), Maison des écrivains et de la littérature, Institut mémoires de l'édition contemporaine, la Quinzaine littéraire, la BPI Bibliothèque publique d'information, le Centre Wallonie-Bruxelles…

## Études et réflexions
L’association a été chargée en 1990 par le Centre national du livre d’un rapport sur son système d’aide aux revues. En 1992, elle a rédigé une enquête « les nouvelles revues de sciences humaines et sociales (1985-1990) » pour le Ministère de la recherche et de la Technologie.
Ent’revues organise (ou coorganise) des colloques sur divers aspects de l’histoire et de l’activité revuiste : « Hommes de revues » (1993) à l’occasion de l’hommage rendu par la ville de Marseille à Jean Ballard et les Cahiers du Sud, « Des revues sous l’occupation » avec Les Revues parlées du Centre Pompidou 1997), « Poétique de la revue : théâtre-cinéma»  (2001) préparé avec l’Institut mémoires de l'édition contemporaine et le CREDAS.
Ces colloques ont fourni la matière de numéros spéciaux de La Revue des revues. D’autres numéros de la revue ont publié des dossiers : « Les Cahiers du Sud », « Michel Foucault en revues », « Les revues électroniques aujourd’hui », coordonné par Fluctuat.
Ent’revues est associée à de nombreuses réflexions sur le « phénomène revue » : en 2008 « Les revues d’art : formes, stratégies, réseaux au 20e siècle »  colloque organisé par le CEMERRA, publié par les Presses universitaires de Rennes, en 2010, sur « Le Numérique et sa gouvernance » organisée par la revue Sens Public et l’Institut national d'histoire de l'art.
L’association s’attache à développer les rencontres professionnelles et interprofessionnelles : « La Cause des revues » (1997), « À quoi pensent les revues » (2005) en collaboration avec Cassandre/Horschamp. Elle organise de nombreux rendez-vous avec l'Association des Bibliothèques de Seine Saint-Denis : « Le temps des revues », Pantin (2008) et « Revues en bibliothèques : savoir les accueillir, comment les valoriser ? », Médiathèque Marguerite Duras (Paris, 2011).
En juillet 2017, Yannick Kéravec est  devenu directeur de l'association prenant la suite d'André Chabin qui reste rédacteur en chef de La Revue des revues.
Les publications (disponibles)
- La Revue des revues
- Béatrice Mousli et Guy Bennett : Poésie des deux mondes, 2004
- Benoît Tadié (dir.) : Revues modernistes anglo-américaines, 2006
- Remy de Gourmont : Les Petites revues, (réédition en fac-similé 1992)
- Revues d’avant-garde, 1870-1914, 1924 (réédition 1990)
- Yves Chevrefils-Desbiolles : Les revues d’art à Paris 1905-1940, 1993
- Mathieu Bénézet : Le Roman des revues, essai, 2012

Financement : Ent’revues bénéficie du soutien du Centre national du livre pour son fonctionnement et ses actions. La Région Île-de-France lui apporte également son soutien pour l’organisation du Salon de la revue.